# داستان‌های پایان هفته: قوانین نانوشته
داستان‌های پایان هفته: قوانین نانوشته (لهستانی: Opowieści weekendowe: Niepisane prawa) یک تله‌فیلم درام لهستانی به کارگردانی کشیشتف زانوسی است که در سال ۱۹۹۶ ساخته و در سال ۱۹۹۸ منتشر شد.

## گزیدهٔ بازیگران
- پیوتر شفدس
- کریستیانا یاندا
- ماچئی ویژبیتسکی
- کینگا پرایس
- پاوئو بورچیک
- کاتاژینا اسکارژانکا
- کشیشتف کیرشنوفسکی